# Grupa podstawowa
Grupa podstawowa – rozważana w topologii grupa klas homotopii pętli w przestrzeni topologicznej z wyróżnionym punktem (lub łukowo spójnej), pozwalająca na użycie względnie łatwych metod algebraicznych do dowodzenia skomplikowanych twierdzeń topologicznych.

## Definicja
Niech {\displaystyle X} będzie przestrzenią topologiczną z wyróżnionym punktem {\displaystyle a\in X,} zaś {\displaystyle \Omega (X,a)} zbiorem pętli zaczepionych w {\displaystyle a} w niej określonych. Niech {\displaystyle \alpha ,\alpha ',\beta ,\beta ',\gamma ,\gamma '\in \Omega (X,a).}
Iloczynem (złożeniem) pętli {\displaystyle \alpha ,\beta } nazywamy pętlę
{\displaystyle (\alpha \star \beta )(s)={\begin{cases}\alpha (2s),&{\mbox{ dla }}s\in [0,{\tfrac {1}{2}}],\\\beta (2s-1),&{\mbox{ dla }}s\in [{\tfrac {1}{2}},1].\end{cases}}}
Odwrotnością pętli {\displaystyle \alpha } nazwiemy pętlę
{\displaystyle {\overline {\alpha }}(s)=\alpha (1-s)} dla {\displaystyle s\in [0,1].}
Wyróżnijmy też odwzorowanie stałe {\displaystyle \varepsilon _{a}(x)=a} dla każdego {\displaystyle x\in [0,1]\subset \mathbb {R} .}
Powyższe przekształcenia nie posiadają dobrych własności algebraicznych, przede wszystkim dlatego, że pętle o identycznym obrazie mogą różnić się parametryzacją (zależą od czasu) uważane są za różne. Ich utożsamienie za pomocą relacji homotopii, co tłumaczą poniższe uwagi, pozwala na określenie podstawowej struktury algebraicznej – grupy – w zbiorze {\displaystyle \Omega (X,a)/\sim } klas homotopii (klas abstrakcji relacji homotopii) pętli zaczepionych w {\displaystyle a.}
Grupą podstawową przestrzeni {\displaystyle X} z wyróżnionym punktem {\displaystyle a} nazwiemy zbiór klas homotopii {\displaystyle [\alpha ]=\{\alpha '\colon \alpha '\in \Omega (X,a),\alpha \sim \alpha '\}} z działaniem mnożenia {\displaystyle [\alpha ][\beta ]=[\alpha \star \beta ],} operacją odwracania {\displaystyle [\alpha ]^{-1}=[{\overline {\alpha }}]} oraz elementem neutralnym {\displaystyle [\varepsilon _{a}].} Grupę tę oznaczymy symbolem {\displaystyle \pi _{1}(X,a).}

### Własności
- Jeżeli {\displaystyle \alpha \sim \alpha '} oraz {\displaystyle \beta \sim \beta ',} to {\displaystyle \alpha \star \beta \sim \alpha '\star \beta '.}
- Dla {\displaystyle \alpha ,\beta ,\gamma } zachodzi {\displaystyle (\alpha \star \beta )\star \gamma \sim \alpha \star (\beta \star \gamma ).}
- Dla każdej pętli {\displaystyle \alpha } jest {\displaystyle \varepsilon _{a}\star \alpha \sim \alpha \star \varepsilon _{a}\sim \alpha } oraz {\displaystyle \alpha \star {\overline {\alpha }}\sim {\overline {\alpha }}\star \alpha \sim \varepsilon _{a}.}
- Jeżeli punkty {\displaystyle a,b\in X} leżą w tej samej składowej łukowej spójności, to {\displaystyle \pi _{1}(X,a)\simeq \pi _{1}(X,b).} Jeżeli więc przestrzeń {\displaystyle X} jest łukowo spójna, to ma sens mówienie o grupie podstawowej {\displaystyle X} bez wyróżniania żadnego punktu bazowego.

## Teoria kategorii
Na teorię grup podstawowych można patrzeć jako na przełożenie twierdzeń o przestrzeniach topologicznych i ich ciągłych odwzorowaniach na twierdzenia o grupach i ich homomorfizmach (z zachowaniem odpowiednich złożeń). Teoria grup podstawowych określa funktor przekształcający kategorię {\displaystyle \mathbf {Top} } przestrzeni topologicznych i ich ciągłych odwzorowań w kategorię grup wraz z ich homomorfizmami {\displaystyle \mathbf {Gr} .}

## Klasyfikacja przestrzeni
Jeśli przestrzenie topologiczne są homeomorficzne, to oczywiste jest, że ich grupy podstawowe w punktach sobie odpowiadających są izomorficzne, gdyż homeomorficzne przestrzenie są z punktu widzenia topologii nieodróżnialne. Prawdą jest jednak również fakt, iż przestrzenie homotopijnie równoważne też mają izomorficzne grupy podstawowe. Jeżeli więc potrafimy wykazać, że dwie przestrzenie mają różne grupy podstawowe, to z całą pewnością nie są homotopijnie równoważne – w ten sposób można na przykład odróżnić okrąg, którego grupa podstawowa jest nieskończona i cykliczna, od płaszczyzny czy sfer wyższych wymiarów, których grupy podstawowe są trywialne. Nie jest to jednak narzędzie niezawodne, bo zdarza się, że przestrzenie, które nie są homotopijnie równoważne, mają izomorficzne grupy podstawowe. Tak jest w przypadku właśnie wspomnianych sfer {\displaystyle \mathbb {S} ^{n}} dla {\displaystyle n\geqslant 2,} spośród których żadne dwie nie są homotopijnie równoważne, a mimo to wszystkie mają trywialne grupy podstawowe. Wynika to z niskiej wymiarowości grupy podstawowej – pętle są funkcjami określonymi na odcinku, który można pojmować jako jednowymiarowy, można się zatem spodziewać problemów z odróżnianiem przestrzeni o większej liczbie wymiarów. Aby zatem odróżniać te przestrzenie, musimy przypisać im nieco bogatszą strukturę algebraiczną. Jednym ze sposobów są wyższe grupy homotopii, uogólniające w pewnym sensie grupę podstawową – zamiast określać funkcje na odcinku, możemy robić to na kwadracie, sześcianie czy ogólnie kostce n-wymiarowej {\displaystyle I^{n}.} Ta metoda co prawda pozwala odróżniać sfery wyższych wymiarów, niestety obliczanie wyższych grup homotopii jest znacznie trudniejszym zadaniem, nawet przy tak regularnych przestrzeniach jak sfery. Innym sposobem są teorie homologii, które wymagają bardziej skomplikowanego aparatu matematycznego, dają jednak narzędzia znacznie ułatwiające aspekt obliczeniowy.

## Przykłady
- W {\displaystyle \mathbb {R} ^{n}} rozpatrzmy pętlę {\displaystyle f} zaczepioną w punkcie {\displaystyle 0.} Pętla ta jest równoważna pętli stale równej {\displaystyle 0.} Odpowiednią homotopią jest funkcja {\displaystyle H(x,t)=t\cdot f(x).} Ponieważ {\displaystyle \mathbb {R} ^{n}} jest łukowo spójna, więc grupą podstawową przestrzeni {\displaystyle \mathbb {R} ^{n}} jest grupa trywialna, czyli złożona jedynie z elementu neutralnego.
- Na okręgu (lub powierzchni bocznej walca) pętla jest całkowicie scharakteryzowana przez liczbę jej obiegów wokół tego okręgu, więc grupą podstawową wspomnianych przestrzeni jest nieskończona grupa cykliczna, czyli izomorficzna z grupą liczb całkowitych z dodawaniem.
- Ma miejsce izomorfizm {\displaystyle \pi _{1}(X\times Y,(x_{0},y_{0}))\simeq \pi _{1}(X,x_{0})\times \pi _{1}(Y,y_{0}).} W szczególności, grupą podstawową torusa {\displaystyle \mathbb {S} ^{1}\times \mathbb {S} ^{1}} jest {\displaystyle \mathbb {Z} \times \mathbb {Z} }
- Grupą podstawową bukietu dwóch okręgów {\displaystyle \mathbb {S} ^{1}\vee \mathbb {S} ^{1}} jest grupa wolna o dwóch generatorach.
- Grupą podstawową płaszczyzny rzutowej jest {\displaystyle \mathbb {Z} _{2}.}

## Łukowa spójność
Jeżeli przestrzeń {\displaystyle Y} jest łukowo spójna, to dla dowolnych punktów {\displaystyle s,t\in Y} grupy {\displaystyle \pi _{1}(Y,s)} oraz {\displaystyle \pi _{1}(Y,t)} są izomorficzne. Wówczas grupą podstawową przestrzeni {\displaystyle Y} nazywa się grupę izomorficzną z {\displaystyle \pi _{1}(Y,u)} dla dowolnego {\displaystyle u\in Y} i oznacza {\displaystyle \pi _{1}(Y).}
Jeżeli przestrzeń {\displaystyle X} również jest łukowo spójna, a przestrzenie {\displaystyle X} oraz {\displaystyle Y} są homotopijnie równoważne, to {\displaystyle \pi _{1}(X)\simeq \pi _{1}(Y).}
Dla przykładu, wstęga Möbiusa, okrąg i pobocznica walca mają te same grupy podstawowe.